# Baccaurea brevipes
Espèce
Classification phylogénétique
Baccaurea brevipes est une espèce de plantes à fleurs de la famille des Euphorbiaceae, selon la classification classique, ou de celle des Phyllanthaceae, selon la classification phylogénétique. C'est un arbuste tropical trouvé en Asie.

## Description
Cet arbuste atteint 10 mètres de haut, avec un tronc de 15 cm de diamètre.

## Répartition
On trouve l'espèce en Thaïlande, dans la péninsule Malaise, à Sumatra et au nord-ouest de Bornéo.

## Utilisation
Localement cultivé pour les fruits.
Noms malais : rambai, rambai hutan.

## Source
- Baccaurea sur nationaalherbarium.nl